# Фрідріх фон Аделунг
Фрідріх фон Аделунг (нім. Friedrich von Adelung, русифіковане ім'я — Фе́дір Па́влович Аделу́нг (рос. Аделунг Фёдор Павлович); нар. 25 лютого 1768, Щецин — пом. 1843, Санкт-Петербург, Російська імперія) — німецько-російський історик, мовознавець, бібліограф.

## Життєпис
Член кореспондент Петербурзької Академії наук з 1809 року. Вихідець з Пруссії жив у Росії з 1794. Брав участь в створенні Румянцевського музею.
Разом з А. К. Шторхом склав рос. «Систематическое обозрение литературы в России в течение пятилетия — с 1801 по 1806 год» (ч. 1—2, 1810—1811) яке дало початок російській книжковій статистиці. Аделунгу належить бібліографія санскриту, що була свого часу всесвітньовідомою в наукових колах, бібліографія іноземних карт Росії з 1306 по 1699 роки, праця рос. «Критико-литературное обозрение путешественников по России до 1700 года и их сочинений» (перше видання німецькою в 1846, російський переклад 1-2 частин в 1864).